# Radiuvene, Loveci
Radiuvene (în bulgară Радювене) este un sat în comuna Loveci, regiunea Loveci,  Bulgaria. 

## Demografie
Componența etnică a satului Radiuvene
     Turci (6,58%)
     Bulgari (88,41%)
     Romi (1,14%)
     Nicio identificare (3,43%)
     Altele (0,42%)
La recensământul din 2011, populația satului Radiuvene era de 699 locuitori. Din punct de vedere etnic, majoritatea locuitorilor (88,41%) erau bulgari, existând și minorități de turci (6,58%) și romi (1,14%). Pentru 3,43% din locuitori nu este cunoscută apartenența etnică.